# 로란트 줄러
로란트 줄러(헝가리어: Lóránt Gyula, 1923년 2월 6일, 쾨셰그 ~ 1981년 5월 31일, 테살로니키)는 전 헝가리의 축구 선수이자 감독으로, 본명은 리포비치 줄러(헝가리어: Lipovics Gyula)이다. 그는 UTA 아라드, 버서스 SC, 부다페스트 혼베드 FC와 헝가리 축구 국가대표팀에서 수비수와 미드필더로 활약하였었다.
1950년대, 그는 매직 마자르라고도 불리는 전설적인 헝가리 대표팀의 일원으로, 로란트 줄러 외에도 푸슈카시 페렌츠, 치보르 졸탄, 코치시 샨도르, 보지크 요세프, 히데그쿠티 난도르 등이 있었다.
현역 은퇴 이후 로란트는 감독이 되었고, 부다페스트 혼베드 FC, FC 바이에른 뮌헨, PAOK FC 등의 감독을 맡았다. PAOK의 사령탑을 맡았었을 때 그는 1976년 그리스 슈퍼리그 우승을 이끌었다. 1981년 5월 31일, PAOK의 감독직을 두 번째로 맡았을 때, PAOK FC와 올림피아코스 FC와의 경기를 관전하던 도중에 심장마비로 58세의 나이에 숨을 거두었다.

## 초기 경력
로란트 줄러는 지역 축구감독의 도움을 받아, 그의 고향을 연고로 하는 쾨셰그 SE를 통해 축구를 접하게 되었다. 그는 이후 현재 루마니아에 위치한 너지바러디 AC와 UTA 아라드를 거쳤다. 그는 버서스 SC 선수 시절, 쿠벌러 라슬로 등의 동료를 만나 두각을 나타내기 시작하였다. 그러나, 1949년 1월, 헝가리가 공산주의 국가가 됨에 따라 쿠벌러는 트럭 뒤에 숨어 국외로 도주하였다. 그 후, 쿠벌러는 그의 팀을 만들어 친선경기를 벌였다. 그의 팀은 동유럽에서 도주한 자들로 꾸려졌다. 로란트는 쿠벌러를 따라 도주하려 하였으나, 적발되어 구속되었었다.

## 헝가리 축구 국가대표팀
로란트는 풀려난 뒤 셰베시 구스타브 국가대표팀 감독의 눈에 띄어 전술의 일부가 되었다. 로란트는 1949년 10월 19일에 오스트리아 원정에서 데뷔하였다. 셰베시는 줄러가 빈에 머무르는 동안 도주하는 일은 없을 것이라고 카다르 야노시에 맹세하였다. 카다르는 셰베시를 신뢰하였고 로란트는 그에 대해 놀라운 성과를 보이며 4-3 승리를 도왔다. 그는 이후 부다페스트 혼베드 FC로 이적하여 국가대표팀 동료 6명을 만나 3차례 헝가리 리그 우승을 도왔다. 그는 매직 마자르의 일원으로, 1952년 하계 올림픽, 1953년 중앙유럽 챔피언쉽을 우승하는데 도왔다. 이 과정에서 헝가리는 잉글랜드를 두 차례 꺾으며 종가의 자존심을 떨어뜨렸다. 1954년에는 스위스에서 열린 월드컵의 결승전에 진출하도록 하였다.
물론 그때 황금기여서 된것이다.

## 수상

### 선수
헝가리 축구 국가대표팀
- 하계 올림픽: 1952
- 중앙유럽 챔피언쉽: 1953
- FIFA 월드컵 준우승: 1954

너지바러디 AC
- 헝가리 리그: 1944

UTA 아라드
- 루마니아 리그: 1947

부다페스트 혼베드 FC
- 헝가리 리그: 1952, 1954, 1955

### 감독
PAOK FC
- 그리스 슈퍼리그: 1976